# Кон, Фердинанд Юлиус
Фердина́нд Ю́лиус Кон (нем. Ferdinand Julius Cohn; 24 января 1828, Бреслау — 25 июня 1898, там же) — немецкий ботаник и бактериолог.
Член Германской академии естествоиспытателей «Леопольдина» (1849), иностранный член Лондонского королевского общества (1897), член-корреспондент Парижской академии наук (1895).

## Биография
Родился в семье еврейских эмигрантов.
Образование получил в университете Бреслау. С 1850 года был приват-доцентом по ботанике, а с 1859 — профессором в том же университете, где в 1866 году основал институт физиологии растений.
Умер 25 июня 1898 года и был похоронен на старом еврейском кладбище в Бреслау.

## Научная деятельность
Главные работы Кона посвящены самым простейшим микроскопическим растениям, водорослям и грибам. В научных трудах Кона рассмотрены вопросы по их морфологии, истории развития и систематике. Кон впервые отнёс бактерии к растениям. Интересовался устойчивостью бактерий к температурному стрессу, открыл эндоспоры. Совместно с Робертом Кохом принял участие в исследовании сибирской язвы.
С 1870 года Кон издаёт журнал: «Beiträge zur Biologie der Pflanzen», где напечатал некоторые свои работы, например об организмах Вольвокс (Volvox).
В 1872—1875 годы Кон опубликовал свои исследования бактерий в работе «Neue Untersuchungen über Bacterien», в которой он изучил систематические и биологические особенности этих организмов, стараясь выяснить их роль при брожении, гниении, при развитии эпидемических болезней.

## Работы
- Zur Naturgeschichte des Protococcus Pluvialis Бонн, 1851
- Die Menschheit und die Pflanzenwelt Бреслау, 1851
- Entwickelungs-geschichte des Pilobolus Crystallinus («Nova acta», 1851)
- Der Haushalt der Pflanzen Лейпциг, 1854
- Untersuchungen über die Entwicklungsgeschichte der Mikroskopischen Algen und Pilze Бонн, 1854
- Empusa muscae Бонн, 1855
- Entwickelung der Sphaeroplea annulina Берлин, 1855
- Beiträge zur Biologie der Pflanzen Бреслау, 1870
- Neue Untersuchungen über Bakterien Бонн, 1872-75
- Die Pflanze Лейпциг, 1882